# Ptinus imulus
Ptinus imulus is een keversoort uit de familie klopkevers (Ptinidae). De wetenschappelijke naam van de soort werd in 1880 gepubliceerd door Arthur Sidney Olliff.